# Maya Embedded Language
El Maya Embedded Language (MEL) es un lenguaje de programación utilizado para simplificar tareas en el software Autodesk Maya. La mayoría de las tareas que se pueden lograr a través de la interfaz gráfica de Maya pueden ser conseguidas con MEL, así como algunas tareas que no están disponibles en dicha interfaz. MEL ofrece un método de aceleración de tareas complejas o repetitivas.

## Diseño
MEL es sintácticamente similar a Perl y Tcl. Proporciona gestión de memoria y matriz dinámica de reparto, y ofrece acceso directo a las funciones específicas de Maya. La mayoría de los comandos MEL son estándar por defecto, guardados en el directorio de archivos de programa de Maya.
MEL es algo limitado en comparación con otros lenguajes de programación porque carece de muchas características avanzadas, como las matrices asociativas. Python se agregó a Maya como una alternativa a MEL en Maya 8.5. 
En la práctica, MEL se utiliza como un lenguaje de metaprogramación. En muchos aspectos MEL complementa API Maya. Esto hace que MEL sea más difícil de aprender y comprender plenamente.

## Utilización
Las herramientas diseñadas usando MEL generalmente vienen en las siguientes categorías:
- Datos de entrada y salida.
- Importación de datos
- Exportación de datos
- Metadatos para el seguimiento de la producción
- Tipo de datos específico de procesador de terceros (por ejemplo, superficies de RenderMan de investigación)
- Herramientas de animación
- Montaje y configuración de controles
- Efectos previos y posteriores del procesamiento
- Mantenimiento y configuración de archivos y carpetas
- Personalización de la interfaz de usuario
- Eliminación de comandos no válidos de Maya